# ポレゼッラ
ポレゼッラ（伊: Polesella）は、イタリア共和国ヴェネト州ロヴィーゴ県にある、人口約3,600人の基礎自治体（コムーネ）。

## 地理

### 位置・広がり

#### 隣接コムーネ
隣接するコムーネは以下の通り。括弧内のFEはフェラーラ県所属を示す。
- アルクア・ポレージネ
- ボザーロ
- カナーロ
- フラッシネッレ・ポレージネ
- グアルダ・ヴェーネタ
- リーヴァ・デル・ポー (FE)

### 気候分類・地震分類
ポレゼッラにおけるイタリアの気候分類 (it) および度日は、zona E, 2375 GGである。
また、イタリアの地震リスク階級 (it) では、zona 3 (sismicità bassa) に分類される。

## 姉妹都市
- Lučenec、スロバキア
- Svetvinčenat、クロアチア